# Strymon mackwoodi
Strymon mackwoodi är en fjärilsart som beskrevs av Evans. Strymon mackwoodi ingår i släktet Strymon och familjen juvelvingar. Inga underarter finns listade i Catalogue of Life.